# Missouri Wing Civil Air Patrol
A Missouri Wing Civil Air Patrol (MSWG) é uma das 52 "alas" (50 estados, Porto Rico e Washington, D.C.) da "Civil Air Patrol" (a força auxiliar oficial da Força Aérea dos Estados Unidos) no Estado do Missouri. A sede da Missouri Wing está localizada na Whiteman Air Force Base em Knob Noster. A Missouri Wing consiste em mais de 960 cadetes e membros adultos distribuídos em 28 locais espalhados por todo o Estado.
A ala de Missouri é membro da Região Centro-Norte da CAP juntamente com as alas dos seguintes Estados: Iowa, Kansas, Minnesota, Nebraska, North Dakota e South Dakota.

## Missão
A Civil Air Patrol tem três missões: fornecer serviços de emergência; oferecer programas de cadetes para jovens; e fornecer educação aeroespacial para membros da CAP e para o público em geral.

## Serviços de emergência
A CAP fornece ativamente serviços de emergência, incluindo operações de busca e salvamento e gestão de emergência, bem como auxilia na prestação de ajuda humanitária.
A CAP também fornece apoio à Força Aérea por meio da realização de transporte leve, suporte de comunicações e levantamentos de rotas de baixa altitude. A Civil Air Patrol também pode oferecer apoio a missões de combate às drogas.

## Programas de cadetes
A CAP oferece programas de cadetes para jovens de 12 a 21 anos, que incluem educação aeroespacial, treinamento de liderança, preparo físico e liderança moral para cadetes.

## Educação Aeroespacial
A CAP oferece educação aeroespacial para membros do CAP e para o público em geral. Cumprir o componente de educação da missão geral da CAP inclui treinar seus membros, oferecer workshops para jovens em todo o país por meio de escolas e fornecer educação por meio de eventos públicos de aviação.

## Organização

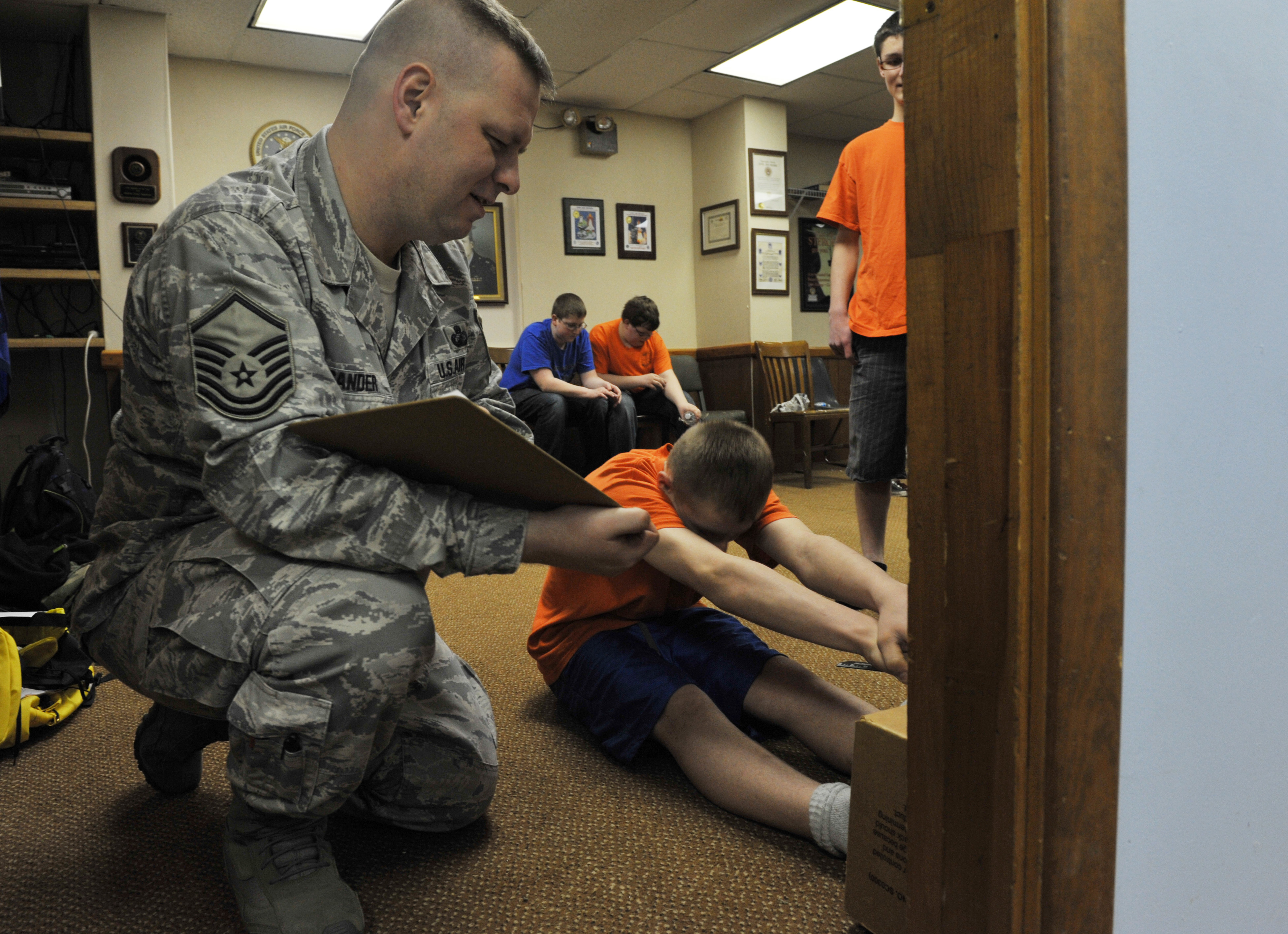
Master Sgt. William Sander, do 509º Esquadrão de Controladoria, efetua a avaliação física de um cadete da Missouri Wing.

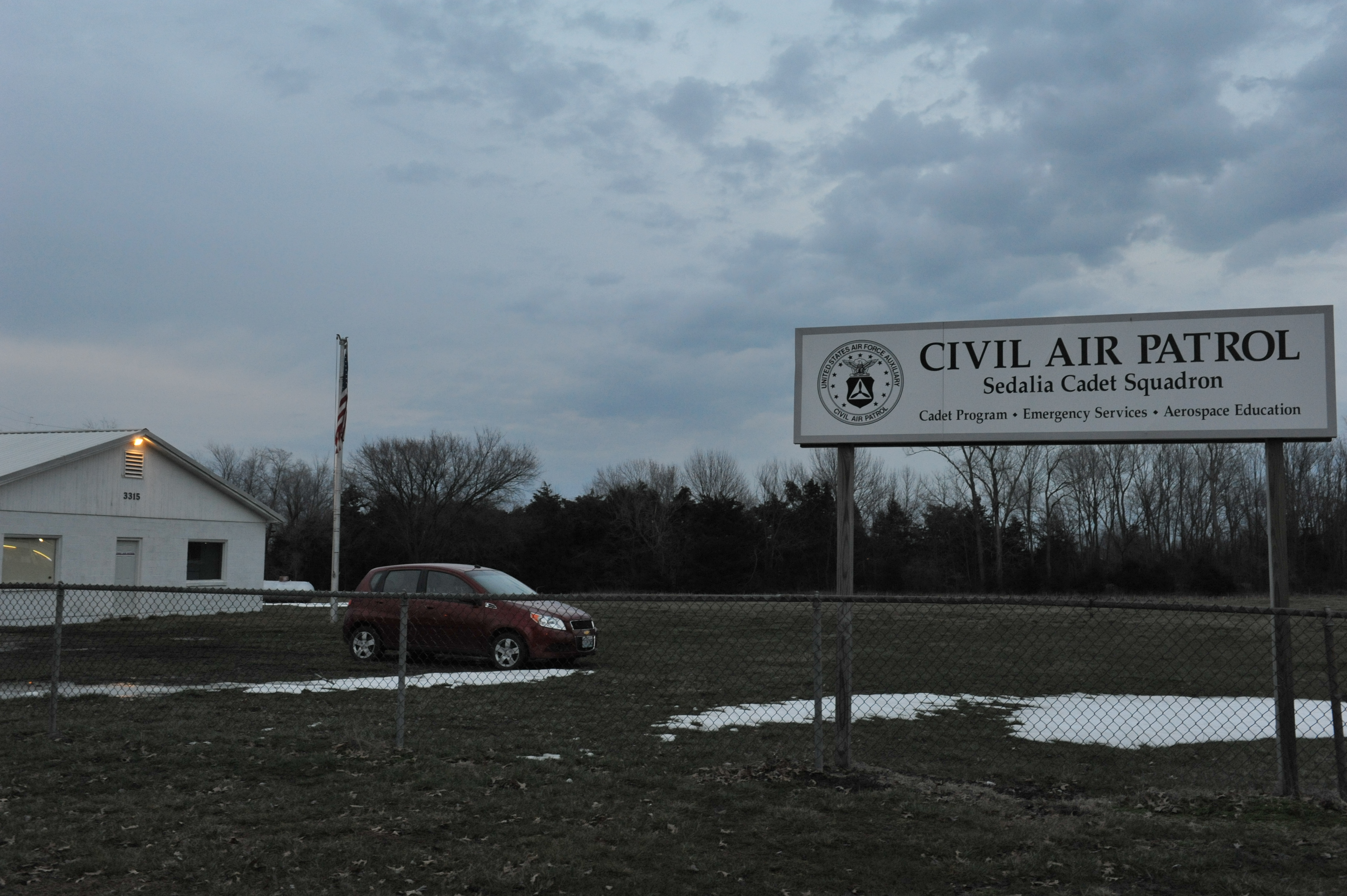
Sede do "Sedalia Composite Squadron" da Missouri Wing em Sedalia.

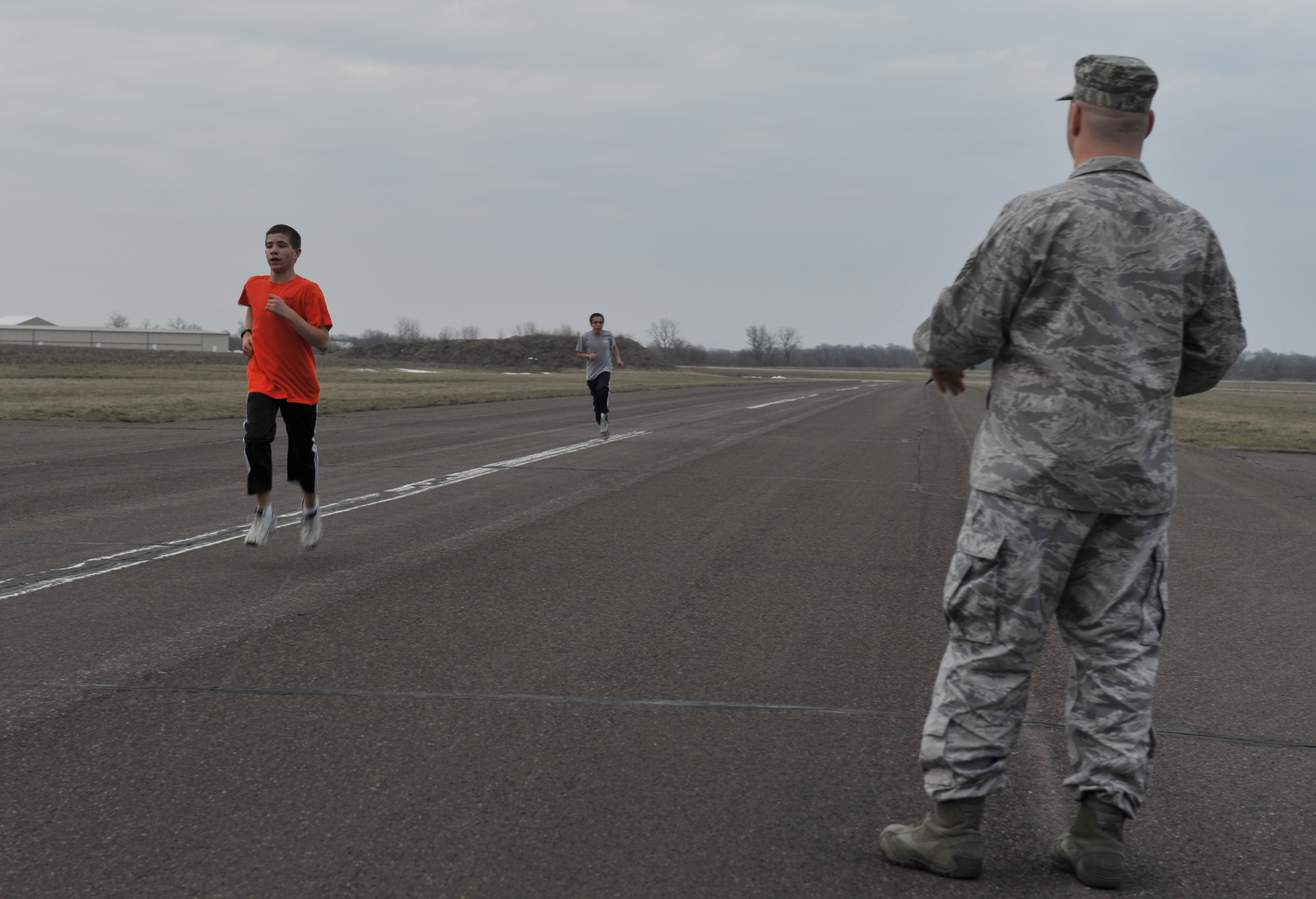
O Master Sgt. William Sander registra os tempos de corrida de dois cadetesda Missouri Wing.

| Grupo   | Designação | Nome do Esquadrão                           | Localização       |
| ------- | ---------- | ------------------------------------------- | ----------------- |
|         | MO999      | Missouri State Legislative Squadron         | Fenton            |
| Group 1 | MO023      | Harry S. Truman Composite Squadron          | Kansas City       |
|         | MO126      | Lee Summit Composite Squadron               | Lee's Summit      |
|         | MO129      | Kansas City-Charles R. Long Senior Squadron | Kansas City       |
|         | MO140      | Platte Valley Composite Squadron            | Parkville         |
|         | MO161      | Excelsior Springs Composite Squadron        | Excelsior Springs |
| Group 2 | MO005      | St. Louis Composite Squadron 1              | Imperial          |
|         | MO040      | St. Charles Composite Squadron 1            | St. Peters        |
|         | MO084      | River City Composite Squadron               | Pevely            |
|         | MO089      | Northeast Missouri Composite Squadron       | Hannibal          |
|         | MO110      | Wentzville Composite Squadron               | Wentzville        |
|         | MO111      | Gateway Senior Squadron                     | Chesterfield      |
|         | MO115      | Mid Rivers Senior Flight                    | Saint Louis       |
|         | MO127      | Trail of Tears Composite Squadron           | Jackson           |
|         | MO144      | Pegasus Composite Squadron                  | Saint Peters      |
|         | MO151      | Bootheel Composite Flight                   | Malden            |
| Group 3 | MO009      | Sedalia Composite Squadron                  | Sedalia           |
|         | MO018      | Central Missouri Composite Squadron         | Columbia          |
|         | MO117      | Saline County Composite Squadron            | Marshall          |
|         | MO119      | 119th East Central Composite Squadron       | Saint Clair       |
|         | MO139      | Warrensburg Composite Squadron              | Warrensburg       |
|         | MO160      | Lake Ozark Regional Composite Squadron      | Eldon             |
| Group 5 | MO070      | Springfield Regional Composite Squadron     | Springfield       |
|         | MO143      | Col Travis Hoover Composite Squadron        | Joplin            |
|         | MO147      | Table Rock Lake Composite Squadron          | Kimberling City   |
|         | MO155      | Laclede County Composite Squadron           | Lebanon           |
|         | MO153      | Fort Leonard Wood Composite Squadron        | Fort Leonard Wood |

## Proteção legal
Os membros da CAP que são contratados pelo estado do Missouri, ou que trabalham para uma empresa com cinquenta ou mais funcionários, têm garantida pela lei do Missouri uma licença para responder a missões de emergência como parte da CAP para até quinze dias por ano civil, ou independentemente do período de tempo ao responder a uma emergência estadual ou nacional declarada no estado do Missouri. A licença deve ser concedida sem perda de tempo, salário, licença regular, prejuízo da classificação de eficiência ou de quaisquer outros direitos ou benefícios aos quais tal funcionário teria direito.